# 4 × 400 meter mixad stafett vid världsmästerskapen i friidrott 2022
4 × 400 meter mixad stafett vid världsmästerskapen i friidrott 2022 avgjordes den 15 juli 2022 på Hayward Field i Eugene i USA.
Dominikanska republiken tog guld efter ett lopp på 3 minuter och 9,82 sekunder, vilket var den näst snabbaste tiden genom tiderna. Silvret togs av Nederländerna och bronset togs av USA.

## Rekord
Innan tävlingens start fanns följande rekord:
| Rekord                                         | Idrottare                                                                          | Tid     | Plats                  | Datum             |
| ---------------------------------------------- | ---------------------------------------------------------------------------------- | ------- | ---------------------- | ----------------- |
| Världsrekord                                   | USA Wilbert London, Allyson Felix, Courtney Okolo, Michael Cherry                  | 3.09,34 | Doha, Qatar            | 29 september 2019 |
| Mästerskapsrekord                              | USA Wilbert London, Allyson Felix, Courtney Okolo, Michael Cherry                  | 3.09,34 | Doha, Qatar            | 29 september 2019 |
| Världsårsbästa                                 | Nigeria                                                                            | 3.15,58 | Benin City, Nigeria    | 26 juni 2022      |
| Afrikanskt rekord                              | Nigeria Ifeanyi Ojeli, Imaobong Uko, Samson Nathaniel, Patience Okon George        | 3.13,60 | Tokyo, Japan           | 30 juli 2021      |
| Asiatiskt rekord                               | Bahrain Musa Isah, Aminat Jamal, Salwa Eid Naser, Abbas Abubakar Abbas             | 3.11,82 | Doha, Qatar            | 29 september 2019 |
| Nord-, centralamerikanskt och karibiskt rekord | USA Wilbert London, Allyson Felix, Courtney Okolo, Michael Cherry                  | 3.09,34 | Doha, Qatar            | 29 september 2019 |
| Sydamerikanskt rekord                          | Brasilien Pedro Burmann, Tiffani Marinho, Tabata Vitorino, Anderson Henriques      | 3.15,89 | Tokyo, Japan           | 30 juli 2021      |
| Europeiskt rekord                              | Polen Karol Zalewski, Natalia Kaczmarek, Justyna Święty-Ersetic, Kajetan Duszyński | 3.09,87 | Tokyo, Japan           | 31 juli 2021      |
| Oceaniskt rekord                               | Australien Bendere Oboya, Anneliese Rubie-Renshaw, Tyler Gunn, Alex Beck           | 3.17,00 | Gold Coast, Australien | 12 juni 2021      |

## Program
Alla tider är lokal tid (UTC−7).
| Datum   | Tid   | Omgång      |
| ------- | ----- | ----------- |
| 15 juli | 11:45 | Försöksheat |
| 15 juli | 19:50 | Final       |

## Resultat

### Försöksheat
De tre första i varje heat 0Q0 samt de två snabbast tiderna 0q0 kvalificerade sig för finalen.
| Placering | Heat | Nation                  | Idrottare                                                                         | Tid     | Noteringar |
| --------- | ---- | ----------------------- | --------------------------------------------------------------------------------- | ------- | ---------- |
| 1         | 1    | USA                     | Elija Godwin, Kennedy Simon, Vernon Norwood, Wadeline Jonathas                    | 3:11.75 | 0Q0, 0VB0  |
| 2         | 1    | Nederländerna           | Liemarvin Bonevacia, Lieke Klaver, Tony van Diepen, Eveline Saalberg              | 3:12.63 | 0Q0, 0SB0  |
| 3         | 2    | Dominikanska republiken | Lidio Andrés Feliz, Fiordaliza Cofil, Alexander Ogando, Marileidy Paulino         | 3:13.22 | 0Q0, 0SB0  |
| 4         | 1    | Polen                   | Kajetan Duszyński, Iga Baumgart-Witan, Karol Zalewski, Justyna Święty-Ersetic     | 3:13.70 | 0Q0, 0SB0  |
| 5         | 2    | Irland                  | Christopher O'Donnell, Sophie Becker, Jack Raftery, Rhasidat Adeleke              | 3:13.88 | 0Q0, 0SB0  |
| 6         | 1    | Italien                 | Lorenzo Benati, Ayomide Folorunso, Brayan Lopez, Alice Mangione                   | 3:13.89 | 0q0, 0SB0  |
| 7         | 2    | Jamaica                 | Demish Gaye, Roneisha McGregor, Karayme Bartley, Tiffany James                    | 3:13.95 | 0Q0, 0SB0  |
| 8         | 1    | Nigeria                 | Samson Nathaniel, Patience Okon George, Dubem Amene, Imaobong Uko                 | 3:14.59 | 0q0, 0SB0  |
| 9         | 1    | Storbritannien          | Joseph Brier, Zoey Clark, Alex Haydock-Wilson, Laviai Nielsen                     | 3:14.75 | 0SB0       |
| 10        | 1    | Belgien                 | Alexander Doom, Camille Laus, Christian Iguacel, Helena Ponette                   | 3:16.01 | 0SB0       |
| 11        | 2    | Spanien                 | Iñaki Cañal, Sara Gallego, Óscar Husillos, Eva Santidrián                         | 3:16.14 | 0SB0       |
| 12        | 2    | Tyskland                | Patrick Schneider, Corinna Schwab, Marvin Schlegel, Alica Schmidt                 | 3:16.80 | 0SB0       |
| 13        | 1    | Japan                   | Yuki Joseph Nakajima, Nanako Matsumoto, Ryuki Iwasaki, Mayu Kobayashi             | 3:17.31 | 0SB0       |
| 14        | 2    | Brasilien               | Douglas Hernandes Mendes, Tiffani Marinho, Vitor Hugo de Miranda, Tabata Vitorino | 3:18.19 | 0SB0       |
| 15        | 2    | Bahamas                 | Bradley Dormeus, Megan Moss, Alonzo Russell, Doneisha Anderson                    | 3:19.73 | 0SB0       |
| 16        | 2    | Sydafrika               |                                                                                   |         | 0DNS0      |

### Final
Loppet startade klockan 19:50.
| Placering | Nation                  | Idrottare                                                                    | Tid     | Noteringar |
| --------- | ----------------------- | ---------------------------------------------------------------------------- | ------- | ---------- |
| 1         | Dominikanska republiken | Lidio Andrés Feliz, Marileidy Paulino, Alexander Ogando, Fiordaliza Cofil    | 3.09,82 | 0VB0, 0NR0 |
| 2         | Nederländerna           | Liemarvin Bonevacia, Lieke Klaver, Tony van Diepen, Femke Bol                | 3.09,90 | 0NR0       |
| 3         | USA                     | Elija Godwin, Allyson Felix, Vernon Norwood, Kennedy Simon                   | 3.10,16 | 0SB0       |
| 4         | Polen                   | Karol Zalewski, Justyna Święty-Ersetic, Kajetan Duszyński, Natalia Kaczmarek | 3.12,31 | 0SB0       |
| 5         | Jamaica                 | Demish Gaye, Tiffany James, Karayme Bartley, Stacey Ann Williams             | 3.12,71 | 0SB0       |
| 6         | Nigeria                 | Samson Nathaniel, Imaobong Uko, Dubem Amene, Patience Okon George            | 3.16,21 |            |
| 7         | Italien                 | Lorenzo Benati, Ayomide Folorunso, Brayan Lopez, Alice Mangione              | 3.16,45 |            |
| 8         | Irland                  | Christopher O'Donnell, Sophie Becker, Jack Raftery, Sharlene Mawdsley        | 3.16,86 |            |